# Timothy Williamson
Timothy Williamson, född i Uppsala den 6 augusti 1955 är en brittisk filosof vars främsta intressen ligger i ämnena logik, språkfilosofi, epistemologi och metafysik.
Williamson har sedan sin doktorandexamen som han tog 1981 varit verksam föreläsare i filosofi vid bl.a. Oxfords universitet samt Trinity College i Dublin. I mitten på 1990-talet blev han professor i logik och metafysik vid Edinburghs universitet där han var verksam fram till år 2000. Idag är han professor i logik vid Oxfords universitet där han själv gått igenom hela sin filosofiska utbildning.

## Publikationer
- 1990 Identity and Discrimination, Oxford: Blackwell.
- 1994 Vagueness, London: Routledge.
- 2000 Knowledge and Its Limits, Oxford: Oxford University Press.
- 2007 The Philosophy of Philosophy, Oxford: Blackwell.
- Fler än 120 artiklar i akademiska journaler.